# Cristino Seriche Bioko
Cristino Seriche Malabo Bioko (1940-11 de junio de 2024) fue un político ecuatoguineano, primer ministro de la República de Guinea Ecuatorial desde el 15 de agosto de 1982 hasta el 4 de marzo de 1992, bajo la presidencia de Teodoro Obiang Nguema.

## Biografía
Pertenece a la etnia bubi. Al igual que Teodoro Obiang Nguema Mbasogo, asistió desde 1964 a la Academia Militar de Zaragoza.
Durante la dictadura de Francisco Macías Nguema se desempeñó como gobernador de la Isla de Bioko, pero en 1975 cayó en desgracia y fue confinado en su poblado y luego encarcelado.
En 1979 participó junto a Obiang y otros militares en el golpe de Estado que derrocó al dictador Francisco Macías Nguema, durante cuyo régimen Seriche Bioko fue encarcelado en la prisión Playa Negra.
El 15 de agosto de 1982, tras entrar en vigor una nueva constitución, Seriche Bioko asumió el cargo de primer ministro de Guinea Ecuatorial. Anteriormente se había desempeñado como ministro de Obras Públicas, Urbanismo y Transportes. Debido a que el poder estaba en manos del presidente, su influencia fue limitada. Después de fundarse el Partido Democrático de Guinea Ecuatorial (PDGE) por el presidente Obiang en 1987, Seriche Bioko se unió a este al igual que casi todos los políticos en el país. En esos años, también fue diputado del PDGE en la Cámara de los Representantes del Pueblo. Desempeñó el cargo de primer ministro hasta el 4 de marzo de 1992.
Posteriormente cayó en desgracia y se exilió en España. Fundó a finales de 2004 el partido de oposición Vanguardia por la Defensa de los Derechos de los Ciudadanos (VDDC).